# Riedeliella magalhaesii
Riedeliella magalhaesii là một loài thực vật có hoa trong họ Đậu. Loài này được (Rizzini) M.P.Lima & Vaz miêu tả khoa học đầu tiên.